# 普日比斯拉夫

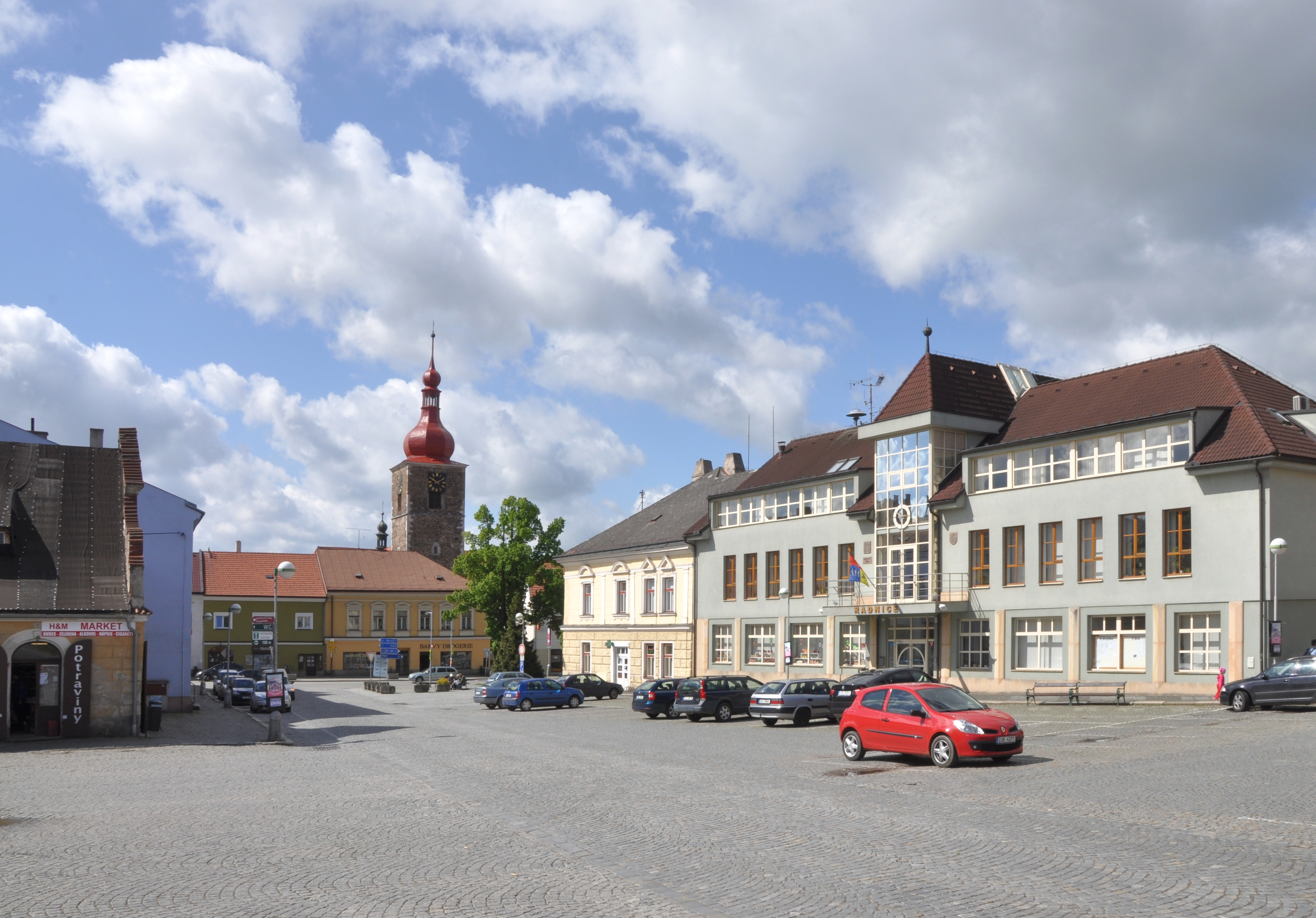

普日比斯拉夫是捷克的城鎮，位於該國中部薩扎瓦河右岸，由維索基納州負責管轄，面積31.31平方公里，海拔高度475米，該鎮在1767年的大火中被嚴重破壞，2005年人口4,019。

## 外部連結
- Municipal website （页面存档备份，存于）